# Kamjanka-Dniprowska
Kamjanka-Dniprowska (ukrainisch Кам'янка-Дніпровська; russisch Каменка-Днепровская/Kamenka-Dneprowskaja) ist eine kleine Stadt in der Oblast Saporischschja in der südlichen Zentralukraine und war bis 2020 das administrative Zentrum des gleichnamigen Rajons Kamjanka-Dniprowska mit etwa 13.200 Einwohnern (2016). Seitdem gehört das Gebiet zum Rajon Wassyliwka.

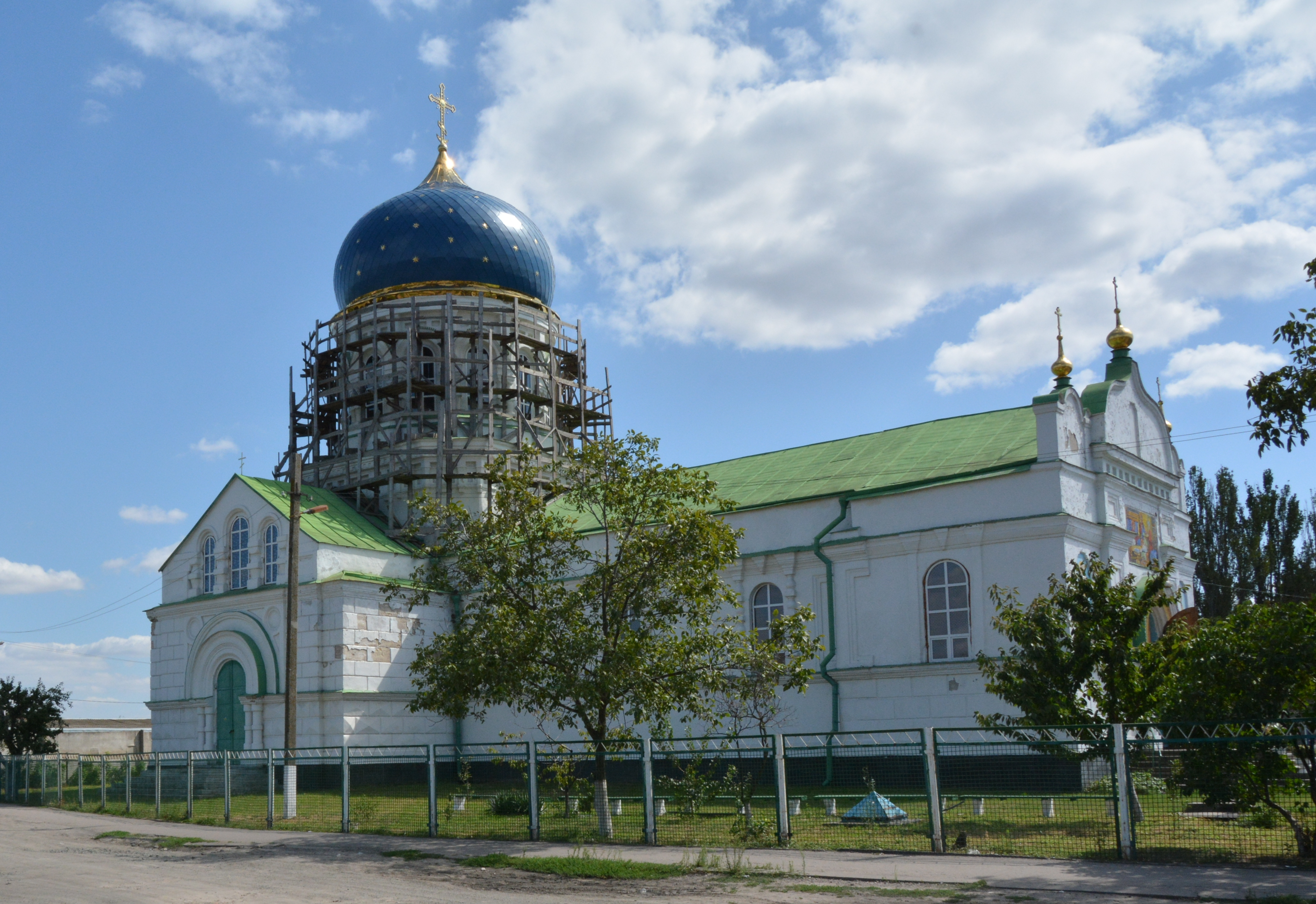
Kirche im Ort

## Geographie
Die Stadt liegt etwa 135 Kilometer südöstlich von Saporischschja am zum Kachowkaer Stausee angestauten Dnepr. Am gegenüberliegenden Ufer des Stausees im Norden befindet sich die Stadt Nikopol.

## Geschichte
Der Ort wurde 1786 als Mala Snamjanka (ukrainisch Мала Знам'янка) gegründet, 1920 in Kamjanka na Dnipri (ukrainisch Кам'янка на Дніпрі) und am 15. August 1944 auf seinen heutigen Namen umbenannt.
Während der deutschen Besatzung im Zweiten Weltkrieg wurde die Stadt Kamenka genannt und war Hauptort des Kreisgebietes Kamenka innerhalb des Reichskommissariat Ukraine. 1957 wurde dem Ort der Stadtstatus verliehen.
Im Zuge der russischen Invasion der Ukraine ist Kamjanka-Dniprowska seit März 2022 von russischen Truppen besetzt.

## Verwaltungsgliederung
Am 13. Oktober 2016 wurde die Stadt zum Zentrum der neugegründeten Stadtgemeinde Kamjanka-Dniprowska (Кам'янсько-Дніпровська міська громада/Kamjansko-Dniprowska miska hromada). Zu dieser zählen auch die 2 Dörfer Nowooleksijiwka und Welyka Snamjanka, bis dahin bildete sie die gleichnamige Stadtratsgemeinde Kamjanka-Dniprowska (Кам'янсько-Дніпровська міська рада/Kamjansko-Dniprowska miska rada) im Norden des Rajons Kamjanka-Dniprowska.
Seit dem 17. Juli 2020 ist sie ein Teil des Rajons Wassyliwka.
Folgende Orte sind neben dem Hauptort Kamjanka-Dniprowska Teil der Gemeinde:
| Name                     | Name             | Name                                 |
| ukrainisch transkribiert | ukrainisch       | russisch                             |
| ------------------------ | ---------------- | ------------------------------------ |
| Nowooleksijiwka          | Новоолексіївка   | Новоалексеевка (Nowoaleksejewka)     |
| Welyka Snamjanka         | Велика Знам'янка | Великая Знаменка (Welikaja Snamenka) |

## Bevölkerungsentwicklung
| 1939   | 1959   | 1970   | 1979   | 1989   | 2001   | 2016   |
| ------ | ------ | ------ | ------ | ------ | ------ | ------ |
| 10.907 | 13.841 | 16.160 | 17.935 | 17.906 | 15.522 | 13.185 |

Quelle: